# Maison Baar-Lecharlier
La maison Baar-Lecharlier ou hôtel Baar-Lecharlier est un ancien hôtel particulier du XVIe siècle situé en Belgique à Liège.

## Historique
Le bâtiment de style ghotico-Renaissance fut érigé en 1564 par Jean Brictius, doyen de Saint-Denis. Au XVIe siècle, il devient le relais de la poste impériale de Cologne. Cette maison canoniale à l'origine est formée de deux immeubles distincts réunis par un ajout, fin XIXe siècle. La maison porte le nom du couple « Baar-Lecharlier », marchands de textiles qui acquiert une partie du bâtiment en 1870 et la totalité en 1910. Au XXe siècle, elle accueille la Ire division de Police avant d'abriter dans les années 1980 un restaurant qui donna son surnom au bâtiment « Le Fiacre ». Le restaurant ferme ses portes en 2005 et le bâtiment est délaissé pendant plusieurs années. 
Entre 2011 et 2013, le bâtiment est occupé par une association offrant une galerie d’exposition et un espace équipé pour des concerts,.
Des études archéologiques initiées dans les années 2000 et 2010 permettent notamment la découverte d'une peinture murale du XVIe siècle en 2017.
Un projet de rénovation est porté par Meusinvest, le bâtiment devrait accueillir un « hub créatif » qui s'inscrit dans le projet plus global de « district créatif liégeois »,,.

## Classement
La maison Baar-Lecharlier est repris sur la liste du patrimoine immobilier classé de Liège depuis le 30 mars 1962.